# Puphjong-ku cshong állomás
Puphjong-ku cshong (Bupyeong-gu cheong) állomás a szöuli metró 7-es vonalának és az incshoni (incheoni) 1-es metrónak az állomása, mely Incshon (Incheon)ban található.

## Viszonylatok
| 7-es vonal                                     | 7-es vonal                    | 7-es vonal                                                    |
| ---------------------------------------------- | ----------------------------- | ------------------------------------------------------------- |
| Kulphocshon (Gulpocheon) Csangam (Jangam) felé | 7-es vonal                    | végállomás                                                    |
| Incshon (Incheon) 1                            |                               |                                                               |
| Kalszan (Galsan) Kjejang (Gyeyang) felé        | Incshoni (Incheon) 1-es vonal | Puphjong (Bupyeong) piac International Business District felé |